# Anastasia Dețiuc
Anastasia Dețiuc (nació el 14 de diciembre de 1998) es una jugadora de tenis checa.
Dețiuc tiene un título WTA además ha ganado 16 título de dobles en el ITF gira en su carrera. El 25 de septiembre de 2023, alcanzó el puesto número 72 del mundo en el ranking de dobles.
En febrero de 2018, cambió de nacionalidad para representar a la República Checa.

## Títulos WTA (1; 0+1)

### Dobles (1)
| Leyenda              |
| -------------------- |
| Grand Slam (0)       |
| Juegos Olímpicos (0) |
| WTA Finals (0)       |
| WTA 1000 (0)         |
| WTA 500 (0)          |
| WTA 250 (1)          |

| N.º | Fecha                | Torneo | Superficie    | Pareja              | Oponentes en la final       | Resultado        |
| --- | -------------------- | ------ | ------------- | ------------------- | --------------------------- | ---------------- |
| 1.  | 1 de octubre de 2022 | Parma  | Tierra batida | Miriam Kolodziejová | Arantxa Rus Tamara Zidanšek | 1-6, 6-3, [10-8] |

#### Finalista (1)
| N.º | Fecha               | Torneo  | Superficie    | Pareja       | Oponentes en la final   | Resultado |
| --- | ------------------- | ------- | ------------- | ------------ | ----------------------- | --------- |
| 1.  | 30 de julio de 2023 | Lausana | Tierra batida | Amina Anshba | Anna Bondár Diane Parry | 2-6, 1-6  |

## Títulos WTA 125s

### Dobles (1–1)
| Resultado | Fecha               | Torneos       | Superficie    | Pareja       | Oponentes                         | Resultado           |
| --------- | ------------------- | ------------- | ------------- | ------------ | --------------------------------- | ------------------- |
| Finalista | 16 de julio de 2023 | Contrexéville | Tierra batida | Amina Anshba | Cristina Bucșa Alena Fomina-Klotz | 6-4, 3-6, [7-10]    |
| Campeona  | 4 de mayo de 2024   | Saint-Malo    | Tierra batida | Amina Anshba | Estelle Cascino Carole Monnet     | 7-6(7), 2-6, [10-5] |